# Xavier Beauvois
Xavier Beauvois (Auchel, 20 de març de 1967) és un actor, director de cinema i guionista francès.

## Biografia
Xavier Beauvois és fill de Francis Beauvois, auxiliar de farmàcia, i de Gabrielle Chovaux, professora de costura i regidor municipal socialista, veïns d'Aire-sur-la-Lys (Pas-de-Calais). El jove Beauvois va descobrir el cinema gràcies a Jean Douchet, historiador i expert cinematogràfic que va anar a donar una conferència a Calais. Sense acabar el batxillerat, Beauvois es va traslladar a París i va entrar en contacte amb el Institut des hautes études cinématographiques (IDHEC). Autodidacta, el cineasta va declarar que el seu fracàs en l'accés al IDHEC no va minvar les seves ganes de dedicar-se al cinema: «No tenia res a veure amb l'art de fer la seva pel·lícula. No estar a l'altura m'era absolutament indiferent». XXavier Beauvois està casat amb l'editora Marie-Julie Maille, i del matrimoni han nascut dos fills: Arthur (1992) i Antoine (1996).
La seva pel·lícula N'oublie pas que tu vas mourir es va presentar en el Festival de Cinema de Cannes de 1995 i va guanyar el Premi del Jurat. La seva pel·lícula De déus i homes va rebre el Gran Premi i el Premi del Jurat Ecumènic en el Festival de Cinema de Canes de 2010. La pel·lícula també va ser seleccionada per a representar a França com a Millor Pel·lícula en Llengua no Anglesa en la 83a edició dels Premis Oscar però no va arribar a la llista final.
La seva pel·lícula de 2014 La Rançon de la gloire, va ser seleccionada per a competir pel Lleó d'Or en la 71a Mostra Internacional de Cinema de Venècia.

## Activisme
El març de 2017, va co-signar la crida dels psicoanalistes contra Marine Le Pen publicada a Médiapart que descriu el Front Nacionalcom un avatar del "corrent contrarevolucionari" que estava al poder "sota l'ocupació nazi". Això amenaçaria "l'estat de dret", la "llibertat d'opinió i la de la premsa".
El juliol de 2018, Beauvois va donar suport a la petició de la Societat de Directors de Cinema per protegir al director ucraïnès empresonat, Oleh Sentsov.
El setembre del 2018, arran de la dimissió de Nicolas Hulot, va signar amb Juliette Binoche la plataforma contra l'escalfament global titulada "El major repte de la història de la humanitat", apareguda a la primera plana de Le Monde, amb el títol La crida de 200 personalitats per salvar el planeta'.'.

## Filmografia
| Any  | Títol                                       | Funció   | Funció    | Funció | Notes |
| Any  | Títol                                       | Director | Guionista | Actor  | Notes |
| ---- | ------------------------------------------- | -------- | --------- | ------ | --- |
| 1986 | Le Matou                                    | Sí       | Sí        |        | Curtmetratge |
| 1988 | Daniel endormi                              |          |           | Sí     | Curtmetratge |
| 1991 | Nord                                        | Sí       | Sí        | Sí     | Festival Internacional de Cinema de Montreal – Premi del Jurat Festival Internacional de Cinema de Montreal – Premi Primera Pel·lícula Festival Internacional de Cinema de Montreal – Premi FIPRESCI Nominat—César a la millor primera pel·lícula Nominat—César a la millor esperança masculina Nominat—Premi del Cinema Europeu a la millor pel·lícula Nominat—Premi del Cinema Europeu al descobriment europeu de l'any |
| 1991 | Le Ciel de Paris                            |          |           | Sí     | |
| 1994 | Aux petits bonheurs                         |          |           | Sí     | |
| 1994 | Les Amoureux                                |          |           | Sí     | |
| 1995 | N'oublie pas que tu vas mourir              | Sí       | Sí        | Sí     | Festival de Canes – Premi del Jurat Festival de Cinema de Gijón - Premi Especial del Jurat Prix Jean Vigo |
| 1996 | Ponette                                     |          |           | Sí     | |
| 1997 | Le Jour et la Nuit                          |          |           | Sí     | |
| 1998 | Disparus                                    |          |           | Sí     | |
| 1999 | Le Vent de la nuit                          |          | Sí        | Sí     | |
| 1999 | Les Infortunes de la beauté                 |          |           | Sí     | No acreditat |
| 2000 | Selon Matthieu                              | Sí       | Sí        |        | Nominat—Festival de Venècia - Lleó d'Or |
| 2000 | João Mata Sete                              | Sí       | Sí        |        | |
| 2004 | Arsène Lupin                                |          |           | Sí     | |
| 2005 | Le Petit lieutenant                         | Sí       | Sí        | Sí     | Festival de Venècia - Europa Cinemas Label Nominat—César a la millor pel·lícula Nominat—César al millor director Nominat—César al millor guió original Nominat—Globus de Cristal a la millor pel·lícula |
| 2006 | Mauvaise Foi                                |          |           | Sí     | No acreditado |
| 2007 | Les Témoins                                 |          |           | Sí     | |
| 2007 | 24 Bars                                     |          |           | Sí     | |
| 2007 | Le Tueur                                    |          |           | Sí     | |
| 2008 | Les Femmes de l'ombre                       |          |           | Sí     | |
| 2008 | Disco                                       |          |           | Sí     | |
| 2008 | Marie-Octobre                               |          |           | Sí     | Telefilm |
| 2009 | Notre ami Chopin                            | Sí       | Sí        |        | Curtmetratge |
| 2009 | Duel en ville                               |          |           | Sí     | Telefilm |
| 2009 | Villa Amalia                                |          |           | Sí     | |
| 2009 | À bicyclette                                |          |           | Sí     | Curtmetratge |
| 2009 | Deux                                        |          |           | Sí     | Curtmetratge |
| 2010 | Le Caméléon                                 |          |           | Sí     | |
| 2010 | Rendez-vous avec un ange                    |          |           | Sí     | |
| 2010 | De déus i homes                             | Sí       | Sí        |        | Festival de Canes - Gran Premi Festival de Canes - Premi del Jurat Ecumènic César a la millor pel·lícula Premi Christopher a la millor pel·lícula Cinema Mundi International Film Festival - Best Film French Syndicate of Cinema Critics - Best French Film London Film Critics' Circle Award for Foreign Language Film of the Year Lumières Award for Best Film National Board of Review Award for Best Foreign Language Film Palm Springs International Film Festival - Premi FIPRESCI Silver Condor Award for Best Foreign Film Nominat—Amanda Award for Best Foreign Feature Film Nominat—BAFTA Award for Best Film Not in the English Language Nominat—Bodil Award for Best Non-American Film Nominat—César al millor director Nominat—César al millor guió original Nominat—Premi del Cinema Europeu a la millor pel·lícula Nominat—Globes de Cristal Award for Best Film Nominat—Lumières Award for Best Director Nominat—Nastro d'Argento al millor director europeu Nominat—Robert Award for Best Non-American Film Nominat—Toronto Film Critics Association Award for Best Foreign Language Film |
| 2011 | L'Apollonide - Souvenirs de la maison close |          |           | Sí     | |
| 2011 | De bon matin                                |          |           | Sí     | |
| 2012 | Les Adieux à la reine                       |          |           | Sí     | |
| 2012 | Au galop                                    |          |           | Sí     | |
| 2012 | Quand je serai petit                        |          |           | Sí     | |
| 2013 | Turf                                        |          |           | Sí     | |
| 2013 | Un château en Italie                        |          |           | Sí     | |
| 2013 | L'amour est un crime parfait                |          |           | Sí     | |
| 2014 | Bodybuilder                                 |          |           | Sí     | |
| 2014 | La Rançon de la gloire                      | Sí       | Sí        | Sí     | Nominat—Festival de Venècia - Lleó d'Or |
| 2016 | Chocolat                                    |          |           | Sí     | |
| 2016 | The End                                     |          |           | Sí     | |
| 2017 | Les Gardiennes                              | Sí       | Sí        |        | |
| 2017 | Un beau soleil intérieur                    |          |           | Sí     | |
| 2018 | Les Estivants                               |          |           | Sí     | |

## Premis i distincions
Festival Internacional de Cinema de Canes
| Any  | Categoria       | pel·lícula                     | Resultat  |
| ---- | --------------- | ------------------------------ | --------- |
| 1995 | Premi del Jurat | N'oublie pas que tu vas mourir | Guanyador |